# Classis Alexandrina
La Classis Alexandrina fu una flotta provincialis, istituita da Augusto. Aveva il compito di sorvegliare il Mediterraneo sud-orientale e fornire appoggio ad eventuali spedizioni militari lungo il Mar Rosso, oltre ai commerci romani con l'India e l'estremo Oriente.

## Storia
Nel 34 a.C., ad Alessandria d'Egitto, Antonio proclamò pubblicamente che Cesarione (il figlio che Cleopatra aveva avuto da Cesare) era il legittimo erede di Cesare e gli diede il titolo di re dei re (Cleopatra regina dei re). Madre e figlio poterono esercitare il potere su Egitto e Cipro, mentre i tre figli, che Antonio aveva avuto da Cleopatra, avrebbero regnato su diverse zone dell'Oriente. Tutto ciò scatenò l'indignazione generale dei romani. Cavalcando questa situazione, Ottaviano riuscì a screditare definitivamente Antonio, ottenendo il consolato per l'anno 31 e la dichiarazione di guerra contro Cleopatra, che intanto si era spostata in Grecia col suo esercito e con Antonio. Contro quest'ultimo Roma non prese provvedimenti in maniera esplicita, ma ormai era considerato un mercenario al soldo della regina straniera. Lo scontro finale avvenne il 2 settembre del 31 a.C. nella baia di Azio, dove Antonio era riuscito a raccogliere 500 navi e Ottaviano 400. La battaglia che ne seguì, decretò la definitiva sconfitta e fuga di Cleopatra e Antonio in Egitto, dove Ottaviano li raggiunse nel 30 a.C., deciso a chiudere la partita. Sia Antonio sia Cleopatra si suicidarono. Ottaviano diveniva così il signore indiscusso di Roma. Tre anni dopo, con l'assunzione del titolo di princeps, Ottaviano avrebbe posto definitivamente fine al regime repubblicano, dando così inizio all'età imperiale, che in questa prima fase è conosciuta col nome di Principato. Da qui la sua riforma militare di esercito e flotta. La Classis Alexandrina venne, quindi, formata da Augusto nel 30 a.C. e, per aver dimostrato il proprio appoggio ad Ottaviano nella guerra civile, ricevette il titolo di Augusta, divenendo così la Classis Augusta Alexandrina.
Negli anni successivi (nel 25-24 a.C.) il nuovo prefetto d'Egitto, Elio Gallo esplorò l'Arabia Felix fino al regno di Saba, conducendo un esercito di 10.000 armati romani (tra legionari ed ausiliari) oltre a 1.500 alleati (500 inviati da Erode e 1.000 da Obodas II) fino alla città di Mariaba (l'attuale Ma'rib nello Yemen), lungo le rotte per l'India. Egli infatti dopo aver allestita una flotta di 130 navi, partì dal porto di Myos Hormos o da quello di Berenice e giunse sulle coste arabe a Leukè Kome (Haura), dove fu obbligato a fermarsi per circa un anno, ufficialmente per superare lo stato di debilitazione fisica delle truppe indotto dalle continue malattie che già ne falcidiavano i ranghi. Ricevette, quindi, l'ospitalità del "re dei Tamudeni", un certo Areta III, parente di Obodas II, signore dei Nabatei. Gli intrighi di Obodas II e del suo ministro Syllaeus portarono Elio Gallo a percorrere un itinerario non adatto all'armata romana, la quale giunse debilitata all'oasi di Negrana, forse Najrān. Elio Gallo s'impadronì facilmente di quest'ultima località, così come di Asca (la Nasca di Plinio, nell'attuale Omrân) e di Athrula (di difficile identificazione), e si spinse fino al paese dei Rhamaniti, o Rhadamiti, governato dal re Ilasar (El Shara). Alla fine riuscì a raggiungere Marsiaba o Mariaba (l'attuale Ma'rib). La città fu assediata per sei giorni, ma riuscì a resistere, favorita dal sorgere tra le file degli assedianti romani di un'epidemia. Gallo fu così costretto al ritiro, portando in Egitto un esercito ampiamente decimato a causa dell'ambiente ostile e dalla malattia, e percorrendo la strada che da una non identificata località di Egracômé, raggiunse prima Myoshormos e poi Copto (attuale Qift), fino a raggiungere Alessandria d'Egitto. Di questa campagna militare ne parla lo stesso Augusto nelle sue Res Gestae:
Durante la guerra civile del IV secolo tra Costantino I e Licinio, quest'ultimo poté schierare 80 triremi provenienti dalla Classis Alexandrina.

## Porti
Sua base principale si trovava ad Alessandria d'Egitto (oltre a secondarie lungo il Nilo, come a Thebis).
Il porto di Alessandria d'Egitto, era uno dei più grandi di tutto l'Impero con un bacino di 60 ettari. La diga dell'Eptastadio, il cui nome deriva dalla sua lunghezza di sette stadi, collegava l'isola di Faro alla terraferma, nel punto in cui oggi si apre la "Grande piazza" con la "Porta della Luna". Il molo, che divideva i due porti occidentale e orientale, è oggi coperto dal moderno quartiere di Ras al-Tin, che occupa un istmo considerevolmente allargato.
- Il porto occidentale ("di Eunostos") era ampio, ma affiancato da scogliere situate sull'asse dell'isoletta di Faro, come ci racconta Strabone.[8] Racchiudeva un porto più interno artificiale, il Kibôtos ("scatola rettangolare"). Oggi è stato obliterato dall'allargamento per la realizzazione del porto moderno.
- Il porto orientale ("Gran Porto") era protetto dallo sperone di Lochias a Est e dalla punta dell'isola di Faro a Ovest. L'entrata nel porto era pericolosa per la ristrettezza dell'imbocco e numerose navi greco romane naufragate tra il IV secolo a.C. e il VII secolo d.C. sono state scoperte in questa zona. Al suo interno, l'isola di Antirodi delineava una piccola baia detta "porto reale". Qui erano posizionati i navalia fin dalla guerra civile tra Cesare e Pompeo.[9] I palazzi reali occupavano l'angolo nord-orientale della città, sul promontorio di Lochias che dominava il porto occidentale (nella moderna zona di Pharillon). La località è attualmente sotto il livello del mare, così come il "porto privato" e l'isola di Antirrhodus.

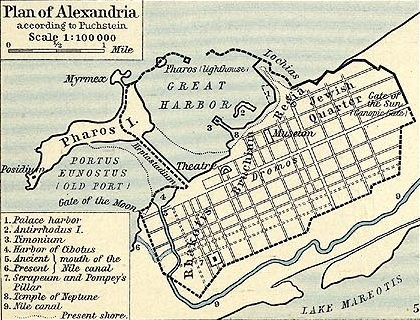
Mappa di Alessandria d'Egitto con il porto ed il faro (fonte: Shepherd).
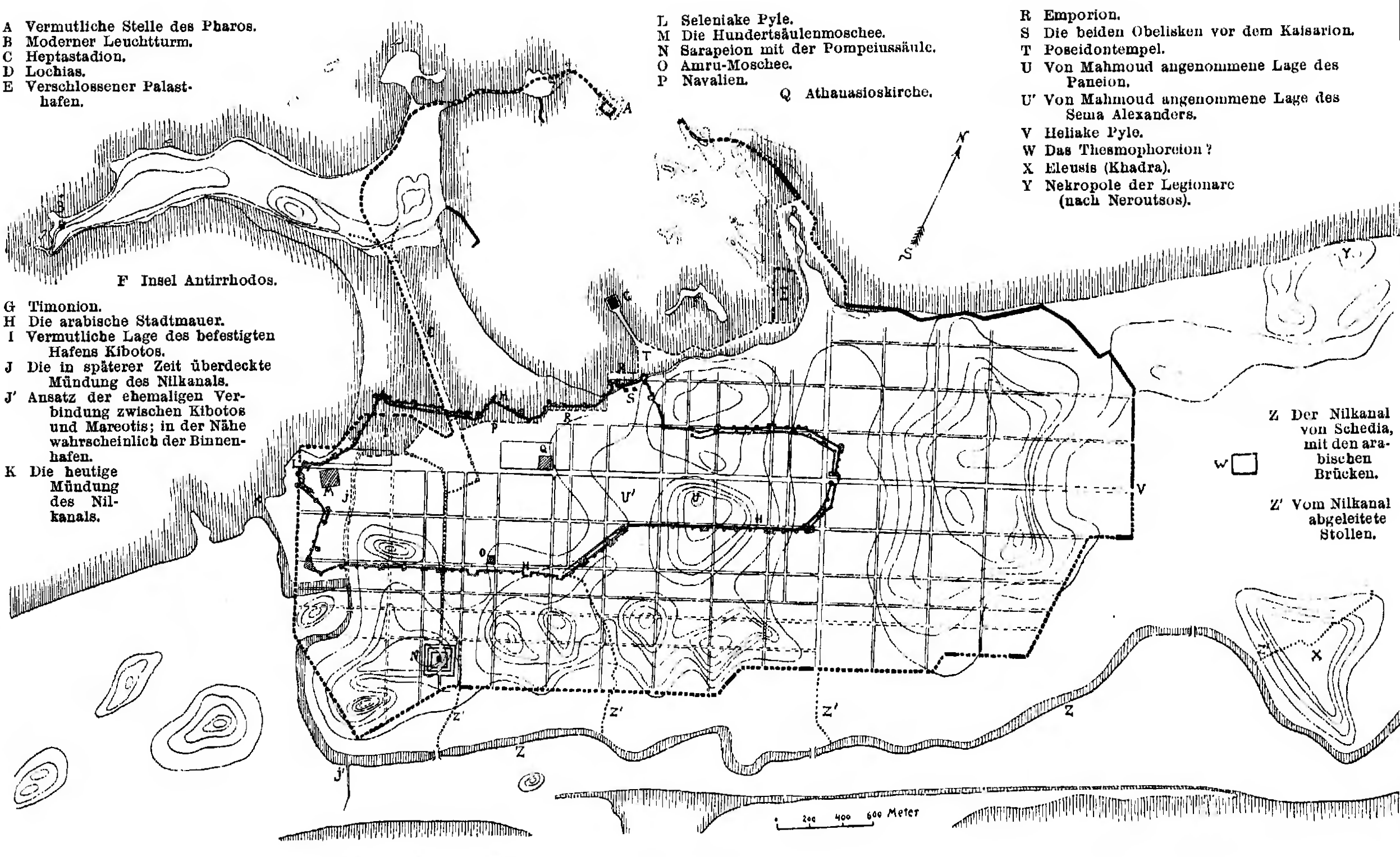
Mappa di Alessandria d'Egitto con il porto ed il faro (fonte: Pauly-Wissowa).
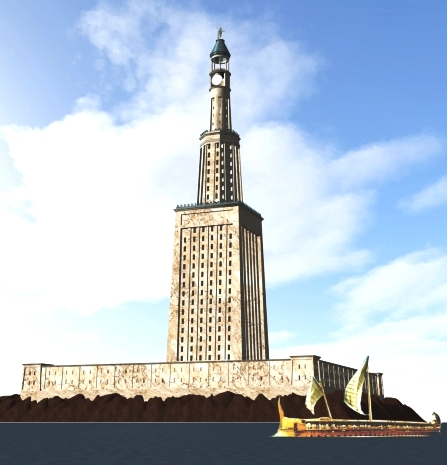
Ricostruzione ideale del famoso Faro di Alessandria, ancora attivo in epoca romana.

## Tipologia di imbarcazioni
Di questa grande flotta ci sono pervenuti, grazie ad alcune epigrafi i nomi di alcune imbarcazioni:
- 7 liburne: Draco, Fides, Lupa, Mercurius, Neptunus, Nilus,[10] Sol.
- 1 nave di altro tipo: Taurus.

## Il corpo di truppa

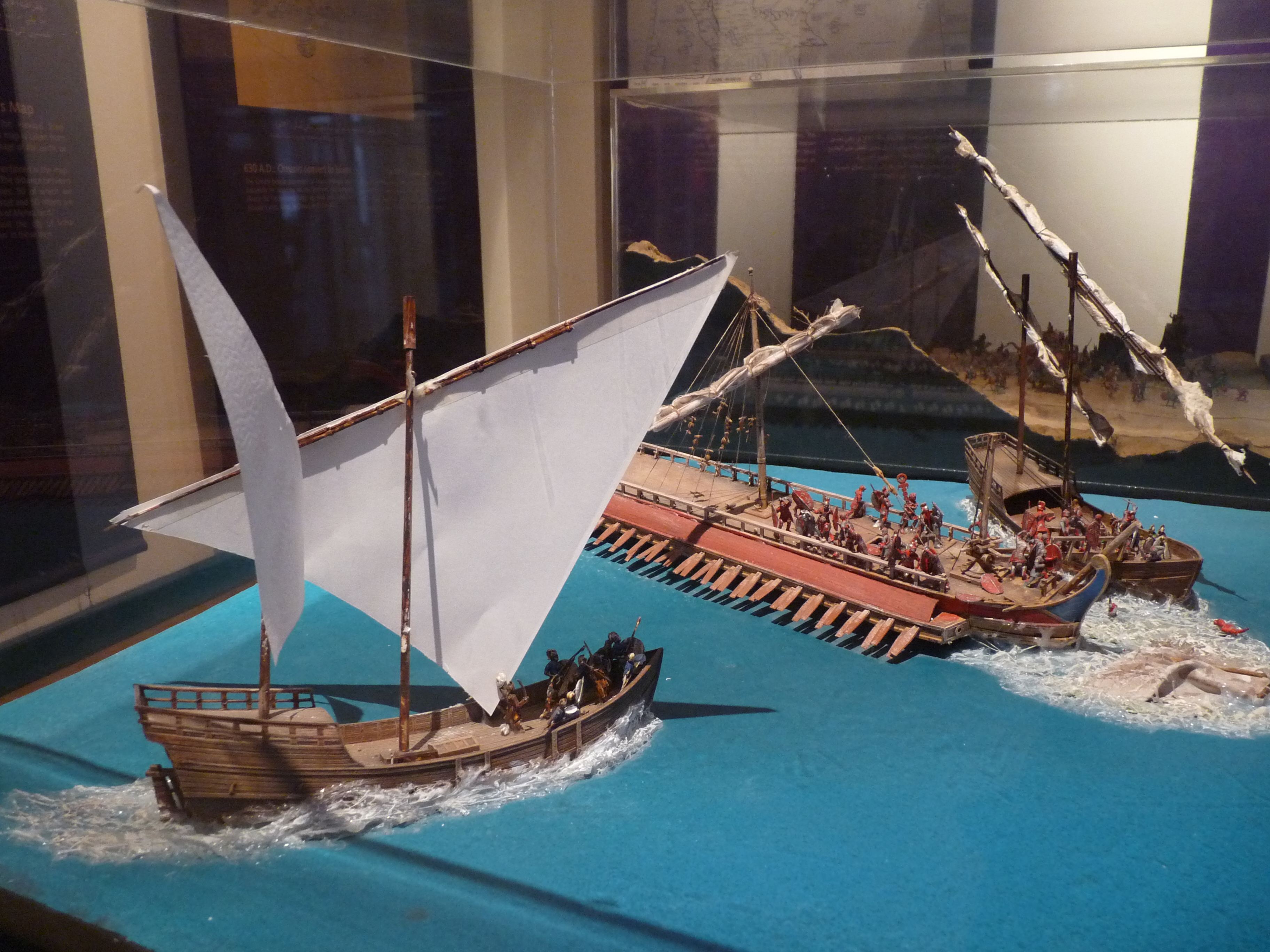
Ricostruzione di una battaglia tra classiarii romani e pirati del Mar Rosso.

Anche per la flotta provinciale egiziana il numero degli effettivi si aggirava intorno a qualche migliaia tra legionari e ausiliari. Erano acquartierati ad Alessandria d'Egitto.
Il comandante della flotta era il Praefectus classis ovvero il comandante di parte del mar Mediterraneo sud-orientale, proveniente dall'ordine equestre. A sua volta il diretto subordinato del praefectus era un sub praefectus, a sua volta affiancato da una serie di praepositi, ufficiali posti a capo di ogni pattuglia per singola località.
Altri ufficiali erano poi il Navarchus princeps, che corrisponderebbe al grado di contrammiraglio di oggi. Nel III secolo fu poi creato il Tribunus classis con le funzioni del Navarchus princeps, più tardi tribunus liburnarum.
La singola imbarcazione era poi comandata da un trierarchus (ufficiale), dai rematori e da una centuria di marinai-combattenti (manipulares / milites liburnarii). Il personale della flotta (Classiari o Classici) era perciò diviso in due gruppi: gli addetti alla navigazione ed i soldati. Il servizio durava 26 anni (contro i 20 dei legionari ed i 25 degli auxilia). Dal III secolo fu aumentato fino a 28 anni di ferma. Al momento del congedo (Honesta missio) ai marinai era data una liquidazione, dei terreni e di solito anche la cittadinanza concessa, essendo gli stessi nella condizione di peregrini al momento dell'arruolamento. Il matrimonio era invece permesso loro, solo al termine del servizio attivo permanente. Ricordiamo alcuni suoi praefecti classis:
- Marco Apuleio, in epoca dell'Imperatore Traiano;[14]
- Quinto Marzio Ermogene, nel 134 sotto Adriano nel pieno della terza guerra giudaica;[6]
- Tenagino Probo, attorno agli anni 269-270;[15]
- Caio Vibio Quarto, in periodo sconosciuto;[16]
- Lucio Valerio Proculo, prima della riforma di Diocleziano;[17]